# L'Enfant et la Mort (Munch)
L'Enfant et la Mort est un tableau du peintre expressionniste norvégien Edvard Munch réalisé en 1899.

## Description
La hauteur du tableau est légèrement supérieure à sa largeur. Dans sa moitié gauche, vu légèrement de haut, un petit enfant aux cheveux blonds fait face au spectateur. Il se tient près d'un lit où une femme, morte ou à l'agonie, lui tourne le dos.
Les bras de l'enfant sont levés, les mains sont pressées contre les oreilles, sa tête est légèrement abaissée. Son expression exprime le malheur, ses yeux bleus sont grands ouverts. Il porte une chemise blanche, dont les manches s'arrêtent ou sont remontées jusqu'aux coudes, sous une robe lilas pâle, avec des bas noirs et des bottes foncées. Les orteils atteignent presque le bas du tableau. 
La tête de la femme aux cheveux noirs est vue de profil ; elle repose sur un oreiller blanc bouffant, ses yeux sont fermés. On voit la partie supérieure de son corps dans une chemise blanche ; les bras semblent croisés sur sa poitrine. La couverture verdâtre, dont la couleur se confond avec celle du mur gris verdâtre derrière le lit, est repoussée en dessous de la cage thoracique. L'orange terne du plancher est répliqué dans l'ombre des deux côtés de l'oreiller et évoque des taches de sang.
La femme morte, ou à l'agonie, est extrêmement mince et émaciée ; la couleur de sa peau n'est pas très différente de celle de la taie d'oreiller. Le contraste est frappant avec la couleur de la peau de l'enfant en bonne santé dont l'attitude exprime clairement la volonté de se protéger contre l'impression de la mort.
La peinture retrace les événements traumatisants de l'enfance et de la jeunesse de Munch dont la mère est morte de la tuberculose quand il avait cinq ans et dont une de ses sœurs, Sophie, est morte neuf ans plus tard, de la même maladie. Ces évènements ont rendu sa sœur Laura dépressive.
Munch a commenté ainsi le tableau : « ... les expressions bouleversantes qui affectent directement le spectateur. L'horreur silencieuse qu'éprouve l'enfant à côté de sa mère morte... (s'avère) une variante du célèbre tableau Le Cri. »

## Histoire
Le tableau a été acquis en 1918 par la Kunsthalle de Brême. Le directeur Emil Waldmann avait alors payé 20.000 Mark pour cette première acquisition allemande d'un tableau de Munch.
Sur la demande du Musée Munch d'Oslo qui voulait établir un catalogue exhaustif des œuvres de Munch, l'association artistique de Brême a autorisé en 2005 une analyse approfondie du tableau. Une radiographie a mis en évidence qu'un second tableau de même format se trouvait sous L'Enfant et la Mort, non daté et non signé. Ce tableau vraisemblablement réalisé entre 1895 et 1898 montre un frêle nu féminin assis à côté de plusieurs grandes têtes de couleur claire ressemblant à des masques ainsi que des mains en position de saisir quelque chose. Le tableau est intitulé Jeune femme avec trois têtes d'homme. Cette découverte a rendu nécessaire de placer le tableau dans un nouveau châssis.
On ne sait pas pourquoi ce second tableau est présent. Il s'agit vraisemblablement selon la conservatrice du musée Dorothee Hansen d'une toile de protection pour laquelle l'artiste a utilisé une peinture dont il n'était pas satisfait.